# Harashima
Harashima (ハラシマ, né le 6 juillet 1974 à Ōme), est un catcheur (lutteur professionnel) japonais au nom inconnu qui travaille pour la Dramatic Dream Team (DDT).
Il s'entraine au dojo de la DDT et commence sa carrière dans cette fédération en 2001 en étant masqué sous le nom de HERO! avant de lutter sans masque sous le nom d'HARASHIMA.

## Carrière de catcheur
Il s'entraine au dojo de la Dramatic Dream Team et commence sa carrière en portant un masque sous le nom de HERO,.
Le 9 octobre 2016, ils perdent les titres contre Damnation (Daisuke Sasaki et Tetsuya Endo).
Le 20 mars 2017, il perd le titre contre Konosuke Takeshita,.
Le 20 août, lui et Naomichi Marufuji battent Kazusada Higuchi et Shigehiro Irie et remportent les KO-D Tag Team Championship.
Le 4 avril 2020, lui, Naomi Yoshimura et Yuki Ueno perdent contre DAMNHEARTS (El Lindaman, T-Hawk et Tetsuya Endo) et ne remportent pas les KO-D Six Man Tag Team Championship.

## Palmarès
- Dramatic Dream Team
  - 4 fois DDT Extreme Division Championship
  - 2 fois DDT Jiyugaoka Six-Person Tag Team Championship avec Sanshiro Takagi et Etsuko Mita (1) et Muscle Sakai et Yusuke Inokuma (1)
  - 3 fois Ironman Heavymetalweight Championship
  - 10 fois KO-D Openweight Championship
  - 8 fois KO-D Tag Team Championship avec Kudo (2), Toru Owashi (2), Hero! (1), Yasu Urano (1), Yuko Miyamoto (1) et Naomichi Marufuji (1)
  - 1 fois UWA World Trios Championship avec Toru Owashi et Yukihiro Abe
  - Dramatic Sousenkyo (2016)
  - Hard Hit Grappling Tournament (2013)
  - King of DDT (2013)
  - Right to Challenge Anytime, Anywhere Contract (2013)

## Récompenses des magazines
- Pro Wrestling Illustrated

| Année | 2014 | 2015 | 2016 | 2017 | 2018 | 2019 | 2020 | 2021 |
| ----- | ---- | ---- | ---- | ---- | ---- | ---- | ---- | ---- |
| Rang  | 168  | 201  | 178  | 198  | 216  | 141  | 211  | 213  |